# (415) Palatia
(415) Palatia – planetoida z pasa głównego asteroid okrążająca Słońce w ciągu 4 lat i 243 dni w średniej odległości 2,79 j.a. Została odkryta 7 lutego 1896 roku w Landessternwarte Heidelberg-Königstuhl w Heidelbergu przez Maxa Wolfa. Nazwa planetoidy pochodzi od Palatynatu, historycznej krainy w zachodnich Niemczech. Przed jej nadaniem planetoida nosiła oznaczenie tymczasowe (415) 1896 CO.